# William Goldring
Pour les articles homonymes, voir Goldring.
William Goldring est un  botaniste et un paysagiste britannique, né en 1854 et mort en 1919.
Ce paysagiste fait plusieurs centaines de réalisations dans son pays comme en France ou en Inde. Il travaille pour des personnes privées et réalise aussi la création de parcs publics. Il dirige les publications The Garden et Woods and Forest.

## Source
- (en) U.K. Database of Historic Parks and Gardens